# 837 TCN
837 TCN là một năm trong lịch La Mã.